# Valentin Gheorghe
Valentin Gheorghe (Ploiești, 14 febbraio 1997) è un calciatore rumeno, ala o centrocampista del Petrolul Ploiești.

## Carriera

### Nazionale
Nel marzo del 2023, Gheorghe ha ricevuto la sua prima convocazione ufficiale con la nazionale maggiore rumena, in vista degli incontri di qualificazione al campionato europeo del 2024 con Andorra e la Bielorussia.